# Ur-Krostitzer
 (mai 2021).
Si vous disposez d'ouvrages ou d'articles de référence ou si vous connaissez des sites web de qualité traitant du thème abordé ici, merci de compléter l'article en donnant les références utiles à sa vérifiabilité et en les liant à la section « Notes et références ».
Ur-Krostitzer est une brasserie de Krostitz, dans le Land de Saxe.

## Histoire
Le droit de brassage est accordé en 1534 par le duc Georges de Saxe à Hans Wahl pour le domaine de Krostitz. Elle a le droit de vendre de la bière brune en 1738 et de la dünnbier et de la doppelbier en 1802. De 1867 à 1876, la brasserie et la malterie sont reconstruites, la modernisation industrielle arrive de 1884 à 1899.
Le symbole de la marque est le portrait du roi suédois Gustave II Adolphe. En 1632, pendant la guerre de Trente Ans, il passe par Krostitz. Selon la légende, un brasseur lui apporte une boisson fraîche ; en remerciement, le roi offre au maître brasseur un anneau en or.
Les ventes s'élèvent à 90 352 hl en 1899, il y a 200 employés. À Leipzig, la bière est distribuée à 84 restaurants et 110 établissements.
En 1904, apparaît la marque Ur-Krostitzer.

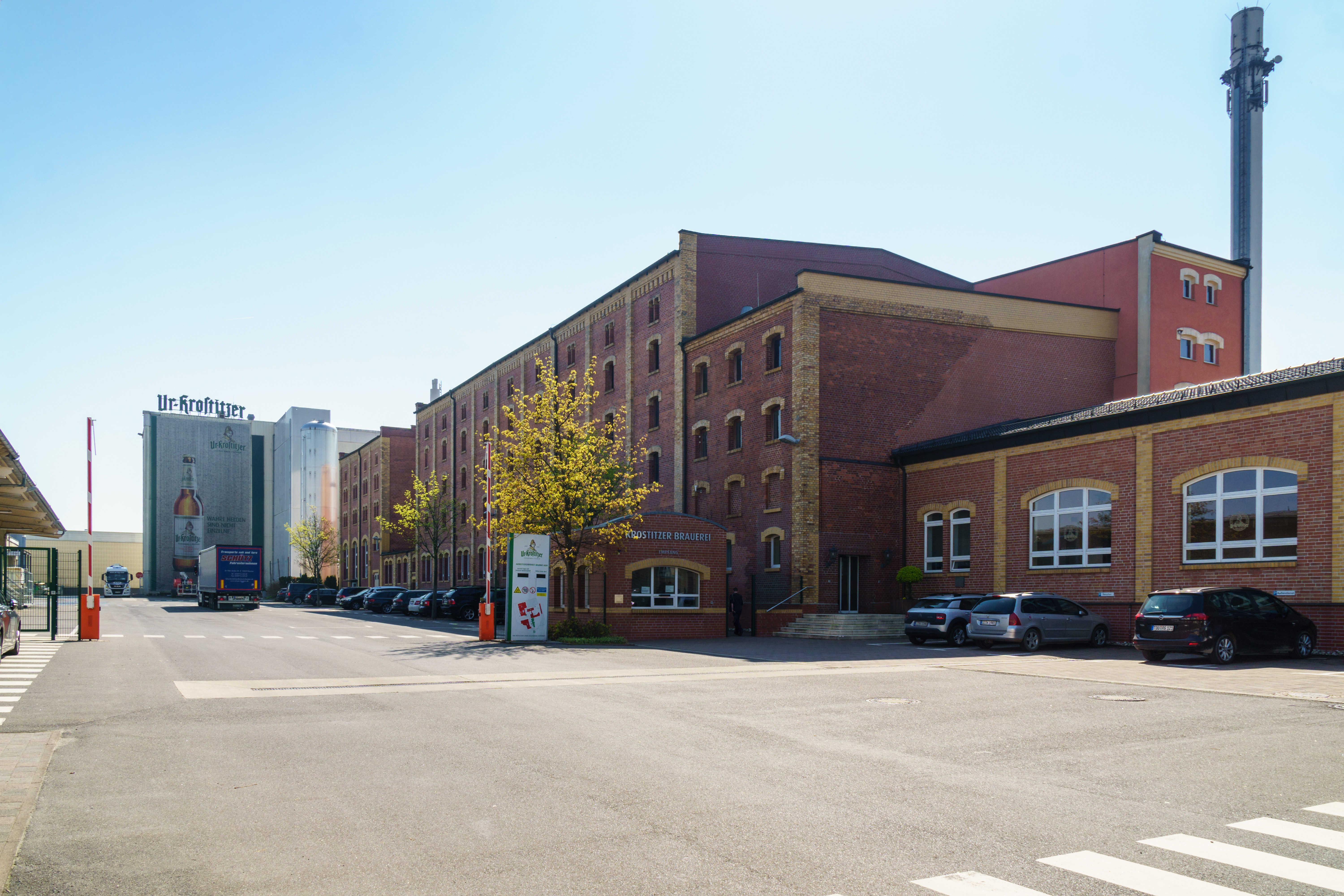
Bâtiments de la brasserie en Brauereistraße

Après la nationalisation à l'époque communiste, la brasserie est vendue en 1990 à Radeberger Gruppe qui fait de nombreux bâtiments neufs et rénovés.
La brasserie produit une Schwarzbier adaptée d'une recette ancienne et une pilsner acidulée.